# Лубяные культуры
Лубяны́е культу́ры — растения, возделываемые для получения лубяного волокна. Одна из разновидностей прядильных культур.
Анатомически лубяные волокна могут происходить из:
- лубяного слоя коры стеблей однолетних и многолетних видов: лён, конопля, кенаф, канатник, рами, кендырь, джут, кроталярия, мальва, сесбания, сида и другие;
- листьев однодольных растений: агава, юкка, новозеландский лен, прядильный банан, драцена, дазилирион и другие.

Для промышленных целей возделывают джут, коноплю, лён и кенаф.
Древесный луб — волокно из ствола дерева. Пример: поселение Чатал-Хуюк.